# 江差追分事件
江差追分事件（えさしおいわけじけん）とは、著作権のひとつである翻案権の侵害有無が争われた民事訴訟事件である。2001年（平成13年）6月28日の最高裁判所判決（平成11（受）922）は、翻案権侵害の具体的判断手法を示したことで知られている。

## 事件の概要
江差追分に関するノンフィクションである書籍『北の波濤に唄う』（以下「本件書籍」）の著作者である原告の木内宏が、NHKのテレビ番組「ほっかいどうスペシャル・遥かなるユーラシアの歌声―江差追分のルーツを求めて―」（以下「本件番組」）のナレーションについて、本件書籍のプロローグを翻案したものであるとし、番組を制作放映したNHK（被告）らを相手取って、損害賠償を請求した事件である。
具体的には、本件番組における、
というナレーションが、本件書籍プロローグに記載の
という文面を無断で翻案して作られた疑いがあるという理由から、原告が翻案権の侵害を主張したものである。
江差町においては8月に行われる姥神神社の夏祭りを、町全体が最もにぎわう行事としてとらえるのが一般的な考え方であって、江差追分全国大会は、毎年開催される重要な行事ではあるが、町全体がにぎわうというわけではなく、本件番組も本件書籍を参考物として制作されたものであった。

## 第一審・控訴審
第一審の東京地方裁判所、及び控訴審における東京高等裁判所は、次のように判示（概略）し、原告の請求を認めた。
これに対しNHKらは上告し、最高裁に持ち込まれた。

## 最高裁の判断

### 裁判要旨
最高裁判所第一小法廷は次の裁判要旨を示した。

### 全文要約
全員一致。破棄自判（原告敗訴）。
まず、最高裁は「言語の著作物の翻案」について、「既存の著作物に依拠し、かつ、その表現上の本質的な特徴の同一性を維持しつつ、具体的表現に修正、増減、変更等を加えて、新たに思想又は感情を創作的に表現することにより、これに接する者が既存の著作物の表現上の本質的な特徴を直接感得することのできる別の著作物を創作する行為」をさすとした上で、「思想、感情若しくはアイデア、事実若しくは事件など表現それ自体でない部分又は表現上の創作性がない部分において既存の言語の著作物と同一性を有するにすぎない著作物を創作する行為は、既存の著作物の翻案に当たらない」と判断した。
その上で、判決は、本件ナレーションが本件プロローグと同一性を有する部分のうち、江差町がかつてニシン漁で栄え、そのにぎわいが「江戸にもない」といわれた豊かな町であったこと、現在ではニシンが去ってその面影はないことは、一般的知見に属し、江差町の紹介としてありふれた事実であって、表現それ自体ではない部分において同一性が認められるにすぎない。また、現在の江差町が最もにぎわうのが江差追分全国大会の時であるとすることが江差町民の一般的な考え方とは異なるもので被上告人に特有の認識ないしアイデアであるとしても、その認識自体は著作権法上保護されるべき表現とはいえず、これと同じ認識を表明することが著作権法上禁止されるいわれはなく、本件ナレーションにおいて、上告人らが被上告人の認識と同じ認識の上に立って、江差町では9月に江差追分全国大会が開かれ、年に1度、かつてのにぎわいを取り戻し、町は一気に活気づくと表現したことにより、本件プロローグと表現それ自体でない部分において同一性が認められることになったにすぎず、具体的な表現においても両者は異なったものとなっている。さらに、本件ナレーションの運び方は、本件プロローグの骨格を成す事項の記述順序と同一ではあるが、その記述順序自体は独創的なものとはいい難く、表現上の創作性が認められない部分において同一性を有するにすぎない。しかも、上記各部分から構成される本件ナレーション全体をみても、その量は本件プロローグに比べて格段に短く、上告人らが創作した影像を背景として放送されたのであるから、これに接する者が本件プロローグの表現上の本質的な特徴を直接感得することはできないというべきである。
したがって、本件ナレーションは、本件著作物に依拠して創作されたものであるが、本件プロローグと同一性を有する部分は、表現それ自体ではない部分又は表現上の創作性がない部分であって、本件ナレーションの表現から本件プロローグの表現上の本質的な特徴を直接感得することはできないから、本件プロローグを翻案したものとはいえないと判断して、原告の請求を棄却した。

## 評釈
本判決に関する評釈は、『平成13年度主要民事判例解説（判例タイムズ臨時増刊1096号）』、『平成13年度重要判例解説（ジュリスト臨時増刊1224号）』など、多数公刊されている。